# Cosmos 221
Cosmos 221 (en cirílico, Космос 221) fue un satélite artificial militar soviético perteneciente a la clase de satélites DS (de tipo DS-P1-Yu) y lanzado el 24 de mayo de 1968 mediante un cohete Kosmos-2I desde el cosmódromo de Plesetsk.

## Objetivos
Cosmos 221 fue parte de un sistema de satélites utilizados como objetivos de prueba para el sistema de radares antibalísticos soviéticos. Los satélites del tipo DS-P1-Yu fueron desarrollados por V. M. Kovtunenko en la OKB-586 y fueron utilizados hasta 1978, con un total de 78 lanzamientos.
El propósito declarado por la Unión Soviética ante la Organización de las Naciones Unidas en el momento del lanzamiento era realizar "investigaciones de la atmósfera superior y el espacio exterior".

## Características
El satélite tenía una masa de 400 kg (aunque otras fuentes indican 250kg). El satélite fue inyectado inicialmente en una órbita con un perigeo de 220 km y un apogeo de 2108 km, con una inclinación orbital de 48,4 grados y un periodo de 108,3 minutos.
Cosmos 221 reentró en la atmósfera el 31 de agosto de 1969.